# 美國陸軍第2騎兵團
第2騎兵團，是隸屬於美國歐洲陸軍的團級單位，也是美國歐洲司令部的具有快速反應能力的輕裝甲部隊。

## 歷史
1948年11月改名為第2裝甲騎兵團(2nd Armored Cavalry Regiment)
2003年前往伊拉克進行伊拉克自由行動。
2005年3月改名為第2騎兵團(2nd Cavalry Regiment)。2005年4月將架構改制成史崔克旅級戰鬥隊。
2006年6月改名為第2史崔克騎兵團(2nd Stryker Cavalry Regiment)。
2010年被派駐到阿富汗執行持久自由行動。2011年7月改名為第2騎兵團(2nd Cavalry Regiment)。2013年第二次部署至阿富汗。

## 單位
第2騎兵團下轄單位有:
- 第1中隊"War Eagles"
- 第2中隊 "Cougars"
- 第3中隊"Wolfpack"
- 第4中隊 "Saber"
- 工兵中隊 "Pioneers"

2009年9月3日，來自第2騎兵團的史崔克裝甲車在保加利亞Novo Selo進行演習

- 野戰砲兵中隊 "Artillery Hell"
- 支援中隊"Muleskinners"